# Andresia parthenopea
Andresia parthenopea är en havsanemonart som först beskrevs av Heinrich Andres 1883.  Andresia parthenopea ingår i släktet Andresia och familjen Andresiidae. Inga underarter finns listade i Catalogue of Life.